# Megalorchestia corniculata
Megalorchestia corniculata is een vlokreeftensoort uit de familie van de Talitridae. De wetenschappelijke naam van de soort is voor het eerst geldig gepubliceerd in 1913 door Stout.